# Autoicomyces
Autoicomyces är ett släkte av svampar. Autoicomyces ingår i familjen Ceratomycetaceae, ordningen Laboulbeniales, klassen Laboulbeniomycetes, divisionen sporsäcksvampar och riket svampar.
|              | Ceratomyces                               |
|              |                                           |
|              | Phurmomyces                               |
|              |                                           |
|              | Rhynchophoromyces                         |
|              |                                           |
|              | Thaumasiomyces                            |
|              |                                           |
|              | Eusynaptomyces                            |
|              |                                           |
|              | Drepanomyces                              |
|              |                                           |
|              | Plectomyces                               |
|              |                                           |
|              | Helodiomyces                              |
|              |                                           |
|              | Synaptomyces                              |
|              |                                           |
|              | Thripomyces                               |
|              |                                           |
| Autoicomyces | \| \| Autoicomyces acuminatus \| \| \| \| |
|              | \| \| Autoicomyces acuminatus \| \| \| \| |
|              | Autoicomyces acuminatus                   |
|              |                                           |

|  | Autoicomyces acuminatus |
|  |                         |